# Gonomyia sevierensis
Gonomyia sevierensis là một loài ruồi trong họ Limoniidae. Chúng phân bố ở miền Tân bắc.